# Kevin Williams
Kevin Williams, född 5 november 1965, är en amerikansk gayporrstjärna. Han verkade mestadels under 1980-talet, och efter tio års uppehåll gjorde han i slutet av 1990-talet överraskande comeback i tre filmer. Efter porrkarriären har han arbetat som fastighetsmäklare och lever numera i West Hollywood i Kalifornien.

## Filmografi
- Hot Rods: The Young & The Hung 2, regi: William Higgins (Catalina, 1986)
- Stryker Force, regi: Matt Sterling (Huge Video, 1986)
- Big Guns, regi: William Higgins (Laguna Pacific, 1987)
- Bare Tales, regi: Ronnie Shark (Tyger Films, 1987)
- Bad Boy's Club, regi: Cameron Light (Catalina, 1987)
- The Switch Is On, regi: John Travis (Catalina, 1987)
- Out of Bounds, regi: Bill Clayton (Falcon Studios, 1988)
- In Your Wildest Dreams (Falcon Studios, 1988)
- The Look, regi: William Higgins (Catalina, 1988)
- The Best of Kevin Williams (Catalina)
- Betrayed, regi: John Rutherford (Falcon Studios, 1998)
- Hot Wired: Viewer's Choice , regi: John Rutherford (Falcon Studios, 1998)
- Fulfilled, regi: John Rutherford (Falcon Studios, 1999)